# Сухоречье (Крым)
Сухоре́чье (до 1948 года Джага́-Мамы́ш; укр. Сухоріччя, крымскотат. Cağa Mamış, Джагъа Мамыш) — село в Симферопольском районе Республики Крым, входит в состав Новоандреевского сельского поселения (согласно административно-территориальному делению Украины — Новоандреевского сельского совета Автономной Республики Крым).

## Население
| 2001 | 2014 |
| ---- | ---- |
| 85   | ↘58  |

Всеукраинская перепись 2001 года показала следующее распределение по носителям языка
| Язык       | Процент |
| ---------- | ------- |
| русский    | 98,82   |
| украинский | 1,18    |

### Динамика численности
| - 1805 год — 124 чел. - 1864 год — 136 чел. - 1887 год — 74 чел. - 1892 год — 157 чел. - 1902 год — 401 чел. - 1926 год — 253 чел. | - 1939 год — 262 чел. - 1989 год — 80 чел. - 2001 год — 85 чел. - 2009 год — 80 чел. - 2014 год — 58 чел. |

## Современное состояние
В Сухоречье 1 улица — Набережная, площадь, занимаемая селом, 14,4 гектара, на которой в 30 дворах, по данным сельсовета на 2009 год, числилось 80 жителей.

## География
Село Сухоречье расположено на севере района, в степной зоне Крыма, на обоих берегах Салгира в среднем течении, высота центра села над уровнем моря — 112 м. Расстояние до Симферополя — примерно 30 километров (по шоссе), 1 км к востоку от шоссе 35А-002 граница с Украиной — Симферополь (по украинской классификации М-18 Харьков — Симферополь); ближайшая железнодорожная станция Пролётная — в 3,5 километрах. Соседние сёла: Новоандреевка — около 500 м ниже по долине, Пролётное в 3,5 километрах к северу, Широкое в 4,5 километрах (на северо-западе), Красное в 3,5 километрах южнее.

## История
Первое документальное упоминание селения встречается в Камеральном Описании Крыма… 1784 года, согласно которому, в последний период Крымского ханстваМашике входил в состав Акмечетского кадылыка Акмечетского каймаканства. После присоединения Крыма к России (8) 19 апреля 1783 года, (8) 19 февраля 1784 года, именным указом Екатерины II сенату, на территории бывшего Крымского Ханства была образована Таврическая область и деревня была приписана к Симферопольскому уезду. После Павловских реформ, с 1796 по 1802 год, входила в Акмечетский уезд Новороссийской губернии. По новому административному делению, после создания 8 (20) октября 1802 года Таврической губернии, Джага-Мемиш был включён в состав Кучук-Кабачской волости Перекопского уезда.
По Ведомости о всех селениях в Перекопском уезде состоящих с показанием в которой волости сколько числом дворов и душ… от 21 октября 1805 года в деревне Мамиш числилось 19 дворов и 124 жителей, исключительно крымских татар. На военно-топографической карте генерал-майора Мухина 1817 года обозначен Мемиш с 18 дворами. После реформы волостного деления 1829 года Мемиш отнесли к Агъярской волости Перекопского уезда. На карте 1836 года в деревне Джага (Мемиш) 23 двора, как и на карте 1842 года. Во время Крымской войны 1854—1856 годов в деревне Джага размещался госпиталь для раненых из Севастополя.
В 1860-х годах, после земской реформы Александра II, деревню приписали к Григорьевской волости.
В «Списке населённых мест Таврической губернии по сведениям 1864 года», составленном по результатам VIII ревизии 1864 года, Мемиш (или Джага) — владельческая татарская деревня с 31 двором, 136 жителями и мечетью при рекѣ Салгирѣ (на трёхверстовой карте 1865—1876 года в деревне Джага-Мемиш 30 дворов). В «Памятной книге Таврической губернии 1889 года», по результатам Х ревизии 1887 года, записана Джага с 12 дворами и 74 жителями.
После земской реформы 1890 года, Мемиш отнесли к Бютеньской волостии. Согласно «…Памятной книжке Таврической губернии на 1892 год», деревня Джага-Мемиш, (находящаяся в частном владении) записана, как смежная с деревней Тюбей и в обоих было 157 жителей в 22 домохозяйствах. По «…Памятной книжке Таврической губернии на 1902 год» в совмещённой деревне Джага Тюбий числился 401 житель в 84 домохозяйствах. В Статистическом справочнике Таврической губернии 1915 года в Бютеньской волости Перекопского уезда значится деревня Джага-Тюбий, видимо, произошло объединение с лежащим на другом берегу Салгира хутором Тюбий (он же Тюбей и Тубей).
После установления в Крыму Советской власти, по постановлению Крымревкома от 8 января 1921 года была упразднена волостная система и село включили в состав вновь созданного Сарабузского района Симферопольского уезда, а в 1922 году уезды получили название округов. 11 октября 1923 года, согласно постановлению ВЦИК, в административное деление Крымской АССР были внесены изменения, в результате которых был ликвидирован Сарабузский район и образован Симферопольский и село включили в его состав. Согласно Списку населённых пунктов Крымской АССР по Всесоюзной переписи 17 декабря 1926 года, в селе Джага-Мамыш, Ново-Андреевского сельсовета Симферопольского района, числилось 68 дворов, из них 64 крестьянских, население составляло 253 человека, из них 184 татарина, 43 украинца, 22 русских, 3 немцев, 1 записан в графе «прочие», действовала татарская школа. Постановлением КрымЦИКа от 15 сентября 1930 года был создан Биюк-Онларский район (указом Президиума Верховного Совета РСФСР № 621/6 от 14 декабря 1944 года переименованный в Октябрьский), как немецкий национальный (лишённый статуса национального постановлением Оргбюро ЦК КПСС от 20 февраля 1939 года, в который включили село. По данным всесоюзной переписи населения 1939 года в селе проживало 262 человек.
В 1944 году, после освобождения Крыма от фашистов, согласно Постановлению ГКО № 5859 от 11 мая 1944 года, 18 мая крымские татары были депортированы в Среднюю Азию. 12 августа 1944 года было принято постановление № ГОКО-6372с «О переселении колхозников в районы Крыма», по которому в район из Винницкой и Киевской областей переселялись семьи колхозников. С 25 июня 1946 года Джага-Мемыш в составе Крымской области РСФСР. Указом Президиума Верховного Совета РСФСР от 18 мая 1948 года, Джага-Мамыш Октябрьского района переименовали в Сухоречье. 26 апреля 1954 года Крымская область была передана из состава РСФСР в состав УССР. Время включения в состав Амурского сельсовета сельсовета пока не установлено: на 15 июня 1960 года село уже числилось в его составе.
Указом Президиума Верховного Совета УССР «Об укрупнении сельских районов Крымской области», от 30 декабря 1962 года Октябрьский район был упразднён и село присоединили к Красногвардейскому. 1 января 1965 года, указом Президиума ВС УССР «О внесении изменений в административное районирование УССР — по Крымской области», включили в состав Симферопольского района. В период с 1965 по 1968 год был восстановлен Новоандреевский сельсовет, в который вошло село. По данным переписи 1989 года в селе проживало 80 человек. С 12 февраля 1991 года село в восстановленной Крымской АССР, 26 февраля 1992 года переименованной в Автономную Республику Крым. С 21 марта 2014 года в составе Крыма аннексировано Россией.

## Известные уроженцы
- Узеир Абдураманов — Герой Советского Союза.